# Tetraopini
Los tetraopinos (Tetraopini) son una tribu de coleópteros crisomeloideos de la familia Cerambycidae.

## Géneros
Tiene los siguientes géneros:
- Anastathes Gahan, 1901
- Astathes Newman, 1842
- Bacchisa Pascoe, 1866
- Chreomisis Breuning, 1956
- Cleonaria Thomson, 1864
- Eustathes Newman, 1842
- Hecphora Thomson, 1867
- Hispasthathes Breuning, 1956
- Mecasoma Chemsak & Linsley, 1974
- Momisis Pascoe, 1867
- Mystacophorus Duvivier, 1891
- Ochrocesis Pascoe, 1867
- Parastathes Breuning, 1956
- Paratragon Téocchi, 2002
- Phaea Newman, 1840
- Plaxomicrus Thomson, 1857
- Scapastathes Breuning, 1956
- Tetraopes Dalman in Schönherr, 1817[1]
- Tetrops Kirby, 1826
- Tropimetopa Thomson, 1864